# Empoasca sagitta
Empoasca sagitta är en insektsart som beskrevs av Davidson och Delong 1939. Empoasca sagitta ingår i släktet Empoasca och familjen dvärgstritar.
Artens utbredningsområde är Illinois. Inga underarter finns listade i Catalogue of Life.